# Ottesättersgölen
Ottesättersgölen är en sjö i Söderköpings kommun i Östergötland och ingår i Söderköpingsåns huvudavrinningsområde. Sjön har en area på 0,0301 kvadratkilometer och ligger 79 meter över havet.

## Delavrinningsområde
Ottesättersgölen ingår i det delavrinningsområde (647448-151917) som SMHI kallar för Ovan 647622-152045. Medelhöjden är 72 meter över havet och ytan är 24,5 kvadratkilometer. Räknas de 3 avrinningsområdena uppströms in blir den ackumulerade arean 88,04 kvadratkilometer. Storån som avvattnar avrinningsområdet har biflödesordning 2, vilket innebär att vattnet flödar genom totalt 2 vattendrag innan det når havet efter 25 kilometer. Avrinningsområdet består mestadels av skog (53 procent), öppen mark (13 procent) och jordbruk (29 procent). Avrinningsområdet har 0,11 kvadratkilometer vattenytor vilket ger det en sjöprocent på 0,4 procent. Bebyggelsen i området täcker en yta av 0,66 kvadratkilometer eller 3 procent av avrinningsområdet.